# Kaj Åhrén
Kaj Åhrén, född 12 juli 1929, död 15 augusti 2019 i Västermalms församling i Stockholm, var en svensk konstnär.
Kaj Åhrén var son till arkitekten Uno Åhrén och Hedvig Margareta Bovin. Han var var fil. kand., och debuterade som konstnär med expressiva teckningar. Han arbetade dessutom med collage av tapetremsor som klistrades ihop till dekorativa mönster. Separat ställde han ut i några rivningsfärdiga hus i Stockholm i början av 1960-talet som senare följdes upp med en utställning i Stockholm stadshus foajé och Sundsvalls museum 1962. Han medverkade i Nationalmuseums utställning Unga tecknare ett flertal gånger och på De ungas salong i Stockholm. Kaj Åhrén är representerad vid Moderna museet i Stockholm. Han är gravsatt i minneslunden på Skogskyrkogården i Stockholm.